# Dallol
Dallol är en vulkan i Etiopien. Den ligger i öknen Danakil i den norra delen av landet, 600 km norr om huvudstaden Addis Abeba.
Vulkanen har formats genom att magma har brutit igenom saltavlagringar från miocen med efterföljande hydrotermisk aktivitet. 1926 inträffade Ffeatiska utbrott vilket gav vulkanen dess nuvarande form och det finns ett flertal mindre låga kratrar runt om på saltslätten. Flera heta källor sprutar ut saltlake och sura vätskor i området och det uppstår många små tillfälliga gejsrar som skapar saltkoner.
Terrängen runt Dallol består av en saltslätt och mycket platt. Runt Dallol är det ganska glesbefolkat, med 31 invånare per kvadratkilometer. Trakten runt Dallol är ofruktbar med lite eller ingen växtlighet.